# Horné Srnie
Horné Srnie (ungarisch Felsőszernye – bis 1902 Felsőszrnye oder älter auch Trencsénszrnye) ist eine Gemeinde im Trenčiansky kraj in der Westslowakei.

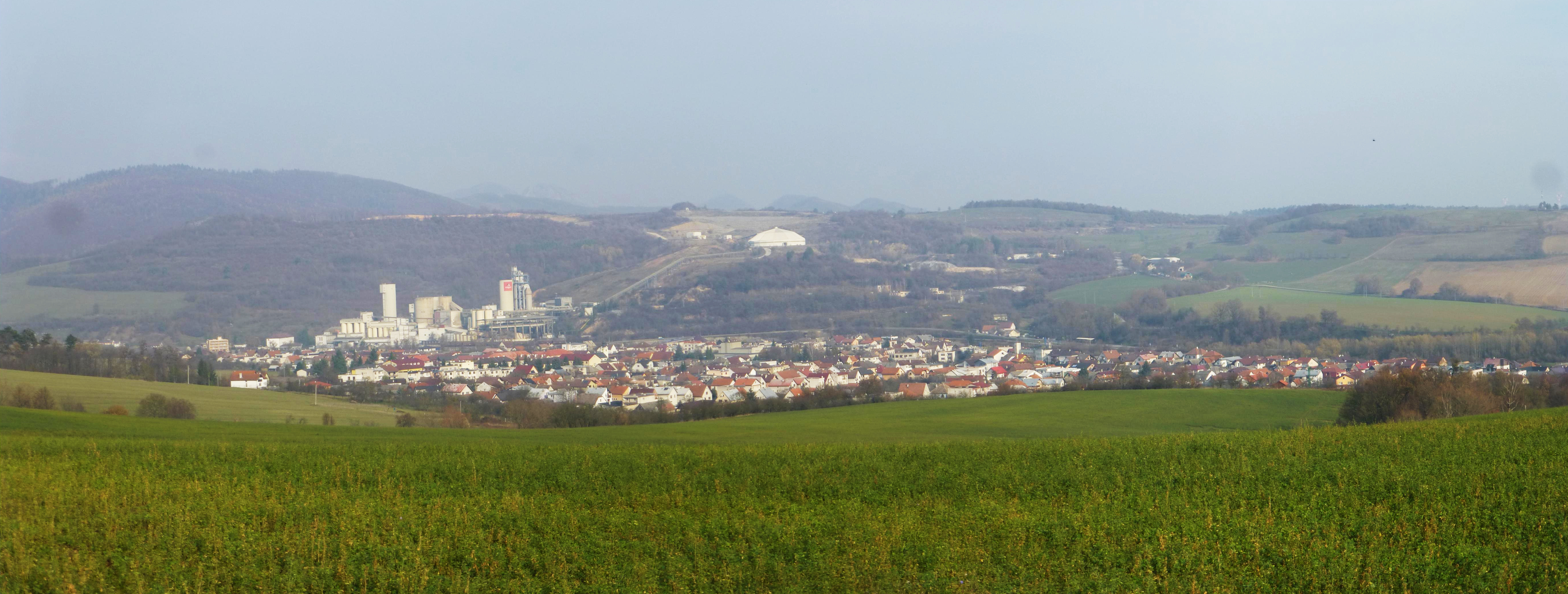

Der Ort liegt an dem von Mähren kommenden Fluss Vlára, teilweise in den Weißen Karpaten, 18 km nordöstlich von Trenčín und 15 km südlich von Brumov-Bylnice (Tschechien) entfernt. In den Weißen Karpaten befinden sich einige Kleinsiedlungen, von denen eine – Sidónia – seit 1997 als Sidonie zu Tschechien gehört.
Auf dem Gemeindegebiet wurden mehrere Funde aus der Latènezeit gefunden. Der Ort wurde zum ersten Mal 1439 als villa Zerny erwähnt und lag an einer königlichen Straße von Ungarn nach Mähren, die über den Wlarapass verlief. Seit dem Ende des 18. Jahrhunderts ist die Gemeinde ein Industrieort, zuerst mit einer Glashütte, dann seit dem 19. Jahrhundert mit einem Zementwerk.

## Bevölkerung
| Jahr                | 1994 | 2004    | 2014    | 2024    |
| ------------------- | ---- | ------- | ------- | ------- |
| Anzahl der Personen | 2862 | 2876    | 2795    | 2679    |
| Unterschied         |      | +0,48 % | −2,81 % | −4,15 % |

| Jahr                | 2023 | 2024    |
| ------------------- | ---- | ------- |
| Anzahl der Personen | 2700 | 2679    |
| Unterschied         |      | −0,77 % |